# Maria Silbert
Maria Silbert, auch Seherin von Waltendorf genannt (* 24. Dezember 1866; † 29. August 1936), war eine steirische Spiritistin.

## Leben
Maria Silbert war Kind der Lehrerfamilie Koralt in Friesach. Bereits ihre Großmutter war als Hellseherin bekannt. Maria Silbert besuchte die Lehrerbildungsanstalt in Klagenfurt und unterrichtete an der Volksschule in Krakaudorf, wo sie auch ihren Gatten, den Finanzbeamten Gustav Silbert kennenlernte. Ab 1916 lebte sie mit ihrer Familie in Waltendorf bei Graz. Ihr Ehegatte starb 1918, mit ihm hatte sie zehn Kinder, von denen vier früh starben.

## Tätigkeit
Im Jänner 1915 begann Maria Silbert, spiritistische Sitzungen, sogenannte „Séancen“ abzuhalten: Dabei saßen mehrere Personen in einem abgedunkelten Raum um einen runden Tisch, legten die Hände so, dass Daumen und kleine Finger aneinanderstießen. Der Tisch begann sich zu bewegen, im Lauf der Sitzung kam es zu Klopfgeräuschen der Tischbeine auf den Boden. Bei den Sitzungen zeigten sich geisterhafte Erscheinungen, so eine Gestalt namens „Nell“ (für Vincentius Coronelli): Dieser war angeblich ein 1656 in Nürnberg geborener Mann, später Offizier, Gelehrter und Ordensgeneral der Franziskaner, gestorben 1713 (in der Liste dieser Funktionsträger als „Vincenzo Maria Coronelli“, von 1701 bis 1707 als 78. Generalminister der Minoriten dokumentiert?). Das Klopfen des Tisches wurde als dessen Antworten interpretiert (zweimal klopfen „nein“, einmal „ja“ usw.): Man schrieb das Alphabet auf ein Blatt Papier und fuhr mit einem Bleistift die Buchstaben entlang, bis es klopfte. Auf diese Weise konnten Botschaften übermittelt werden.
Bei Sitzungen soll es auch zu Berührungen der Beine der Teilnehmer unter dem Tisch gekommen und Material aus dem Geisterreich erschienen sein. Eine weitere Gestalt soll als ein Ägypter namens „Memelik“, ein Gehilfe Nells, aufgetreten sein.
Angeblich soll Maria Silbert im Ersten Weltkrieg 1917 zu Vorhersagen über militärische Entwicklungen an die Front im Süden gebracht worden sein. Mehrere Auslandsreisen, davon dreimal nach London, trugen zur Bekanntheit Frau Silberts bei. In England soll sich ein großer Hirsch dreimal vor ihr verbeugt und ihren Mund geküsst haben. Im Rahmen eines mehrtägigen Aufenthalts in einem Weingartenhaus in Trebian bei Kitzeck in der Südsteiermark soll es zu wiederholten Spukerscheinungen eines französischen Soldaten, der ein Liebespaar erschossen haben soll, gekommen sein. Diese Geschichte wurde von Claudia Rossbacher in ihrem Kriminalroman „Steirerrausch“ aus dem Jahr 2019 aufgegriffen. Eine weitere literarische Verwertung dieses Themas befindet sich in einem Band über Spuk in der Steiermark.
Durch ihre Aktivitäten erreichte sie großen Bekanntheitsgrad und gewann viele Anhänger und Gegner. Einer der bekanntesten Gegner war der Professor für Experimentalphysik an der Universität Graz, Hans Benndorf, der auch eine Broschüre mit den Aussagen von Zeugen herausgab, welche die Unglaubwürdigkeit der angeblichen geisterhaften Vorgänge belegten. Ein Anhänger Frau Silberts war der Grazer Theologieprofessor Johannes Ude, ein anderer der Astronom Alois Gatterer.
Im Lauf der Jahre entpuppten sich eine Reihe von Erscheinungen als reale, nicht geisterhafte Vorgänge: Es liegen Aussagen vor, nach denen im Haus von Frau Silbert ein Tisch mit Sprungfedern in den Beinen gefunden wurde, die – durch einen Knopfdruck an der Unterseite der Tischplatte ausgelöst – den Tisch springen und tanzen ließen. Ein als Teleplasma dargestelltes Material hatte sich bei Beleuchtung als gestrickter weißer Strumpf gezeigt. Berührungen konnten als Bewegungen des aus dem Schuh geschlüpften Fußes Frau Silberts entlarvt werden.
Im Oktober 1925 erhängte sich ein Teilnehmer an den Sitzungen Frau Silberts, ein anderer erschoss sich. Dies wurde Maria Silbert zum Vorwurf gemacht und ihr die Schuld daran zugewiesen.
Bei den Feiern zum zehnjährigen Jubiläum ihrer Tätigkeit soll Frau Silbert in Trance gefallen sein, ihre Gestalt zu leuchten begonnen haben. Ihr letzter Atemzug soll ein gasförmiges, bläuliches Lichtband aus ihrem Mund gewesen sein, das auf der gegenüberliegenden Straßenseite über einem Auto zu schweben begann.
Maria Silbert ist auf dem Grazer Friedhof St. Peter begraben.